# Mona aranya de mans negres
La mona aranya de mans negres (Ateles geoffroyi) és una espècie de mona aranya, un tipus de mico del Nou Món, que viu a Meso-amèrica, parts de Mèxic i possiblement una petita regió de Colòmbia. N'hi ha almenys cinc subespècies. Alguns primatòlegs classifiquen la mona aranya de cap bru (A. fusciceps), que viu a Panamà, Colòmbia i l'Equador, dins aquesta espècie.
És un dels micos del Nou Món més grans, amb un pes que sovint arriba a 9 kg. Té els braços bastant més llargs que les cames i una cua prènsil que pot suportar tot el seu pes i que li serveix de membre addicional. Els polzes són vestigials, però la resta de dits són forts i ganxuts. Aquestes adaptacions li permeten moure's balancejant-se de les branques amb els braços.